# Ragnar Persson (politiker)
Ragnar Valdemar Persson (i riksdagen kallad Persson i Vinberg),  född 24 oktober 1898 i Vinberg, död där 15 november 1979, var en svensk politiker (s) och grovarbetare.
Persson var ledamot av riksdagens andra kammare 1937–1940 samt 1944–1951, han var därefter ledamot av första kammaren till 1966. Han var även landstingsman 1935–1962 samt var ledamot av Vinbergs kommunfullmäktige 1927–1966. Hans aktivitet i riksdagen täckte en mängd olika områden, utan något utpräglat fokus.